# アドマイヤジュピタ
アドマイヤジュピタ（欧字名:Admire Jupiter、2003年3月1日 - 2023年11月28日）は、日本の競走馬、種牡馬である。主な勝ち鞍は、2008年の天皇賞（春）（GI）、阪神大賞典（GII）。2007年のアルゼンチン共和国杯（GII）。
馬名は冠名の「アドマイヤ」と木星を意味する「Jupiter」が由来。従兄にアドマイヤメインがいる。

## 経歴

### 2歳 - 4歳（2005年 - 2007年）
2005年11月に競走馬としてデビュー、3戦目で初勝利を挙げる。年明けに出走したオープン特別戦・若駒ステークスで2着、続くすみれステークスで3着となった後、自己条件に戻ったゆきやなぎ賞を2馬身差で勝利し、オープンクラスに昇級する。しかし競走翌日に右後脚飛節の骨折が判明、長期の休養に入った。その後は秋の菊花賞を目指すべく患部にボルトを入れて補強する手術が行われたが、強い調教を行うことができず断念。復帰は翌年夏の新潟開催までずれ込んだ。
休養中に500万下条件まで降級していたが、復帰戦では前走から40kg増という馬体重ながら勝利を収める。次走は調整段階で順調さを欠きクビ差の2着と惜敗したが、続く条件戦で2着に5馬身差を付けて4勝目を挙げた。この後は格上挑戦でJpnII競走のアルゼンチン共和国杯に出走。条件馬の身ながら当日は2番人気に支持されると、先行策から最後の直線で抜け出し、重賞優勝馬のトウカイトリックらを抑え勝利、重賞初制覇を果たした。

### 5歳（2008年）
この後は翌年の天皇賞（春）に向けて万全を期して年末の有馬記念を回避、年頭の日経新春杯に向かった。しかしここではデビュー以来最高馬体重となる512kgと身体を絞り切れず、1番人気に推されながら4着と敗れる。続く阪神大賞典ではマイナス10kgと減量、レースでは内埒沿いから抜け出し、前年の優勝馬アイポッパー、ポップロックの追走を振り切って優勝した。
次走はかねて目標としていた天皇賞（春）に出走となり、当日は前年の菊花賞優勝馬アサクサキングス、一昨年のクラシック二冠馬メイショウサムソンに続く3番人気に支持された。レースではスタートで出遅れて後方からの位置取りとなる。しかし徐々に位置を上げていき、最終コーナーで先行馬群に取り付くと、最後の直線でメイショウサムソンとの激しい競り合いを制して優勝。GI初出走初勝利を飾った。
この勝利は馬主の近藤利一、騎手の岩田康誠、調教師の友道康夫にとっていずれも初の天皇賞制覇、友道にとっては初めてのGI競走勝利ともなった。また、この勝利により国際競走馬格付け委員会より芝長距離区分で118ポンドの評価を獲得、この時点の世界第44位タイ、日本国内における上半期第3位タイに位置付けられた。
この後は春のグランプリ・宝塚記念を待たず休養に入る。この期間中の7月2日、10万ユーロ（約1680万円）の追加登録料を支払ってのフランス・凱旋門賞へ登録される。報道では出走が決定したかのように報道されるが、実際には選択肢の1つとして登録しただけで、その後の調教中に挫石を発症し、当初の予定通り秋は日本国内で出走する事になる。天皇賞の前哨戦・京都大賞典から復帰した。しかし春の天皇賞から14kg減と馬体が細化しており、レースでも地方競馬から遠征してきたテキサスイーグルに先着したのみの9着と惨敗。その翌週、右前浅屈腱炎を発症していたことが判明し、これを最後に競走馬を引退した。

## 競走馬引退後
2009年シーズンからは社台スタリオンステーションで種牡馬として供用され、初年度の種付け料は50万円で94頭に種付けを行ったが、生まれたのは19頭と受胎率が振るわず、2010年以降のシンジケート継続を断念、わずか1シーズンで種牡馬を引退することとなった。その後はノーザンホースパークに移動し乗用馬となり、功労馬として余生を送っている。なお、種牡馬引退時に去勢され、せん馬となった。
ノーザンホースパークに入厩した当初は、乗馬に向けた馴致に苦労したが、次第におとなしくなった。重賞優勝馬は、気性に問題があり、主にパークのスタッフ専用の練習馬となる。しかしアドマイヤジュピタは、隣に人がいれば悪さすることがないため、乗馬上級者に限定して外部からの訪問者でも騎乗することができた。
2008年の第26回北海道新緑馬術大会では、馬術大会デビュー。ドレッサージュ競技において米田みさととコンビを結成し優勝した。2018年の馬術大会では、馬場馬術競技で2位になる活躍をしている。
その後は功労馬として繋養されていたが、2023年11月28日、老衰のため死亡した。

## 競走成績
以下の内容は、JBISサーチおよびnetkeiba.comに基づく。
| 競走日     | 競馬場 | 競走名        | 格       | 距離（馬場）  | 頭 数 | 枠 番 | 馬 番 | オッズ （人気） | 着順 | タイム （上り3F） | 着差 | 騎手      | 斤量 [kg] | 1着馬（2着馬）         | 馬体重 [kg] |
| ---------- | ------ | ------------- | -------- | ------------- | ----- | ----- | ----- | --------------- | ---- | ----------------- | ---- | --------- | --------- | ---------------------- | ----------- |
| 2005.11.13 | 京都   | 2歳新馬       |          | ダ1400m（稍） | 15    | 3     | 4     | 004.60（2人）   | 08着 | R1:27.6（36.7）   | -2.0 | 0武豊     | 55        | セイウンワキタツ       | 482         |
| 0000.12.04 | 阪神   | 2歳未勝利     |          | 芝1600m（良） | 16    | 3     | 6     | 009.70（5人）   | 03着 | R1:37.9（37.2）   | -0.2 | 0岩田康誠 | 55        | ロータス               | 474         |
| 0000.12.25 | 阪神   | 2歳未勝利     |          | 芝2000m（良） | 16    | 3     | 5     | 006.60（3人）   | 01着 | R2:03.3（36.0）   | -0.7 | 0岩田康誠 | 55        | （タガノボーディング） | 474         |
| 2006.01.21 | 京都   | 若駒S         | OP       | 芝2000m（良） | 6     | 4     | 4     | 008.10（3人）   | 02着 | R2:03.3（34.3）   | -0.3 | 0四位洋文 | 56        | フサイチジャンク       | 474         |
| 0000.02.26 | 阪神   | すみれS       | OP       | 芝2200m（不） | 9     | 8     | 9     | 001.80（1人）   | 03着 | R2:19.1（35.0）   | -0.1 | 0安藤勝己 | 56        | ナイアガラ             | 470         |
| 0000.03.11 | 阪神   | ゆきやなぎ賞  | 500万下  | 芝2200m（良） | 11    | 8     | 11    | 002.00（1人）   | 01着 | R2:16.0（35.7）   | -0.3 | 0岩田康誠 | 56        | （ディープウイング）   | 470         |
| 2007.07.29 | 新潟   | 3歳上500万下  |          | 芝1800m（良） | 17    | 2     | 3     | 006.40（2人）   | 01着 | R1:46.8（34.0）   | -0.2 | 0吉田隼人 | 57        | （フルヴィクトリー）   | 510         |
| 0000.09.17 | 阪神   | 美作特別      | 1000万下 | 芝2000m（良） | 15    | 4     | 7     | 002.20（1人）   | 02着 | R2:00.8（35.0）   | -0.0 | 0岩田康誠 | 57        | ビーオブザバン         | 496         |
| 0000.10.13 | 京都   | 鳴滝特別      | 1000万下 | 芝2200m（良） | 9     | 1     | 1     | 001.20（1人）   | 01着 | R2:15.0（33.6）   | -0.8 | 0岩田康誠 | 57        | （マイネルアンセム）   | 496         |
| 0000.11.04 | 東京   | AR共和国杯    | JpnII    | 芝2500m（良） | 18    | 5     | 9     | 005.10（2人）   | 01着 | R2:30.9（35.1）   | -0.1 | 0村田一誠 | 54        | （トウカイトリック）   | 496         |
| 2008.01.20 | 京都   | 日経新春杯    | GII      | 芝2400m（良） | 16    | 1     | 1     | 002.60（1人）   | 04着 | R2:27.8（37.5）   | -0.4 | 0岩田康誠 | 57        | アドマイヤモナーク     | 512         |
| 0000.03.23 | 阪神   | 阪神大賞典    | GII      | 芝3000m（良） | 13    | 1     | 1     | 007.50（4人）   | 01着 | R3:08.7（34.7）   | -0.4 | 0岩田康誠 | 58        | （アイポッパー）       | 502         |
| 0000.05.04 | 京都   | 0天皇賞（春） | GI       | 芝3200m（良） | 14    | 8     | 14    | 005.80（3人）   | 01着 | R3:15.1（34.7）   | -0.0 | 0岩田康誠 | 58        | （メイショウサムソン） | 494         |
| 0000.10.12 | 京都   | 京都大賞典    | GII      | 芝2400m（良） | 10    | 6     | 6     | 003.60（2人）   | 09着 | R2:28.0（35.1）   | -1.1 | 0岩田康誠 | 59        | トーホウアラン         | 480         |

## 血統表
| アドマイヤジュピタの血統（*印は海外産の日本輸入馬） | アドマイヤジュピタの血統（*印は海外産の日本輸入馬） | アドマイヤジュピタの血統（*印は海外産の日本輸入馬） | （血統表の出典）       | （血統表の出典） |
| 父系                                                | デピュティミニスター系                              | デピュティミニスター系                              | デピュティミニスター系 | [ § 2 ]          |
| 父 *フレンチデピュティ French Deputy 1992 栗毛      | 父の父Deputy Minister 1979 黒鹿毛                   | Vice Regent                                         | Northern Dancer        | Northern Dancer  |
| 父 *フレンチデピュティ French Deputy 1992 栗毛      | 父の父Deputy Minister 1979 黒鹿毛                   | Vice Regent                                         | Victria Regina         |                  |
| 父 *フレンチデピュティ French Deputy 1992 栗毛      | 父の父Deputy Minister 1979 黒鹿毛                   | Mint Copy                                           | Bunty's Flight         | Bunty's Flight   |
| 父 *フレンチデピュティ French Deputy 1992 栗毛      | 父の父Deputy Minister 1979 黒鹿毛                   | Mint Copy                                           | Shakney                |                  |
| 父 *フレンチデピュティ French Deputy 1992 栗毛      | 父の母Mitterand 1981 鹿毛                           | Hold Your Peace                                     | Speak John             | Speak John       |
| 父 *フレンチデピュティ French Deputy 1992 栗毛      | 父の母Mitterand 1981 鹿毛                           | Hold Your Peace                                     | Blue Moon              |                  |
| 父 *フレンチデピュティ French Deputy 1992 栗毛      | 父の母Mitterand 1981 鹿毛                           | Laredo Lass                                         | Bold Ruler             | Bold Ruler       |
| 父 *フレンチデピュティ French Deputy 1992 栗毛      | 父の母Mitterand 1981 鹿毛                           | Laredo Lass                                         | Fortunate Isle         |                  |
| 母 ジェイズジュエリー 1995 黒鹿毛                   | 母の父*リアルシャダイ Real Shadai 1979 黒鹿毛       | Robert                                              | Hail to Reason         | Hail to Reason   |
| 母 ジェイズジュエリー 1995 黒鹿毛                   | 母の父*リアルシャダイ Real Shadai 1979 黒鹿毛       | Robert                                              | Bramalea               |                  |
| 母 ジェイズジュエリー 1995 黒鹿毛                   | 母の父*リアルシャダイ Real Shadai 1979 黒鹿毛       | Desert Vixen                                        | In Reality             | In Reality       |
| 母 ジェイズジュエリー 1995 黒鹿毛                   | 母の父*リアルシャダイ Real Shadai 1979 黒鹿毛       | Desert Vixen                                        | Desert Trial           |                  |
| 母 ジェイズジュエリー 1995 黒鹿毛                   | 母の母*アサーション Assertion 1987 鹿毛             | Assert                                              | Be My Guest            | Be My Guest      |
| 母 ジェイズジュエリー 1995 黒鹿毛                   | 母の母*アサーション Assertion 1987 鹿毛             | Assert                                              | Irish Bird             |                  |
| 母 ジェイズジュエリー 1995 黒鹿毛                   | 母の母*アサーション Assertion 1987 鹿毛             | Yes Please                                          | Mount Hagen            | Mount Hagen      |
| 母 ジェイズジュエリー 1995 黒鹿毛                   | 母の母*アサーション Assertion 1987 鹿毛             | Yes Please                                          | Thankfull              |                  |
| 母系(F-No.)                                         | (FN:13-a)                                           | (FN:13-a)                                           | (FN:13-a)              | [ § 3 ]          |
| 5代内の近親交配                                     | Northern Dancer 4×5                                 | Northern Dancer 4×5                                 | Northern Dancer 4×5    | [ § 4 ]          |
| 出典                                                | 1. 2. 3. 4.                                         | 1. 2. 3. 4.                                         | 1. 2. 3. 4.            | 1. 2. 3. 4.      |

父フレンチデピュティは芝・ダートを問わない万能種牡馬であるが、得意とする距離は中距離であるとされ、長距離馬であるアドマイヤジュピタのスタミナは、長距離に強いリアルシャダイやアサート等を持つ母系由来であるという見解がある。母ジェイズジュエリーは競走馬時代に2勝。俳優の陣内孝則の所有馬だった。

### 主な近親
- プロモーション（伯母 - クイーンステークス）
- アドマイヤメイン（従兄 - 青葉賞、毎日杯）